# 馬尼戈 (上薩瓦省)
馬尼戈（法語：Manigod，法語發音：[maniɡo]）是法國上薩瓦省的一个市镇，位于该省中东部，属于阿讷西区。

## 地理
马尼戈（45°51'39"N, 6°22'12"E）面积44.12 平方千米，位于法国奥弗涅-罗讷-阿尔卑斯大区上萨瓦省，该省份为法国东部省份，历史上为薩伏依的一部分，北与瑞士接壤，西接安省，南至萨瓦省，东与瑞士和意大利接壤。
与马尼戈接壤的市镇（或旧市镇、城区）包括：拉日耶塔、圣尼古拉拉沙佩勒、于日讷、勒布谢蒙沙尔万、莱克莱、拉克吕萨、塞拉瓦勒、托讷。
马尼戈的时区为UTC+01:00、UTC+02:00（夏令时）。

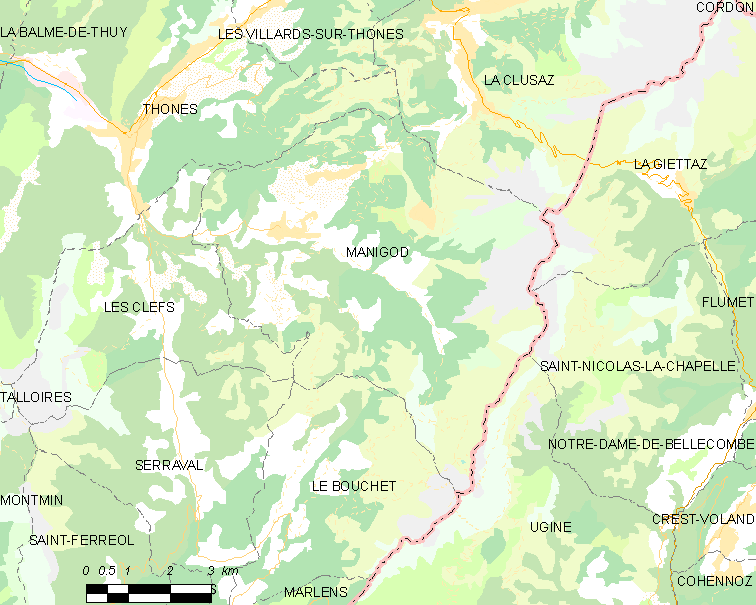
马尼戈的OSM定位图

## 行政
马尼戈的邮政编码为74230，INSEE市镇编码为74160。

## 政治
马尼戈所属的省级选区为法韦日-塞特内县。

## 人口

1962-2008年间马尼戈人口变化图示

马尼戈于2022年1月1日时的人口数量为1006人。